# Gustave Hugo
Gustav von Hugo connu en France sous le nom de Gustave Hugo, est un juriste et historien allemand du droit, né le 23 novembre 1764 à Lörrach et décédé le 15 septembre 1844 à Göttingen.

## Biographie
Après ses études secondaires au gymnase de Karlsruhe, entre en 1782 à l'Université de Göttingen puis devient docteur de l'Université de Halle.
Il devient en 1792 professeur ordinaire à l'Université de Göttingen.
Il est particulièrement connu pour ses recherches concernant le droit romain et son traité de droit romain, traduit en français, devient un livre de référence.
Il fonde un courant d'histoire du droit et a comme successeurs dans ce domaine Friedrich Carl von Savigny et Léopold Auguste Warnkoenig, professeur à l'Université d'État de Louvain.